# Каливас, Димитриос
Димитриос Каливас (греч. Δημήτρης Καλύβας; англ. Dimitrios Kalyvas; 11 декабря 1973, Монреаль, Квебек, Канада) — греческий хоккеист, игравший на позиции нападающего. Игрок сборной Греции по хоккею с шайбой, с 1998 по 2013 год являлся капитаном. Лидер национальной команды по количеству очков, голов и результативных передач. Сыграл решающую роль в возвращении сборной на чемпионат мира в 2007 году. В чемпионате Греции по хоккею выступал за команду «Иптамени», в составе которой 4 раза становился чемпионом страны.

## Биография
Димитриос Каливас родился в Монреале. Начал заниматься хоккеем с шайбой в конце 70-х годов. В 1989 году Каливас переехал в Грецию, где продолжил играть в хоккей. Он был включён в состав молодёжной сборной Греции, вместе с которой сыграл в группе C чемпионата мира до 20 лет. Димитриос был одним из двух хоккеистов в команде, кто отметился заброшенной шайбой на турнире. В 1995 году Димитриос дебютировал за национальную команду. Спустя три года он стал капитаном сборной; Каливас исполнял обязанности вплоть до завершения выступления сборной в 2013 году. В 1999 году Международная федерация хоккея на льду (ИИХФ) запретила Греции играть на чемпионатах мира по хоккею из-за закрытия последнего катка в стране. В 2006 году Каливас в составе делегации Федерации хоккея Греции принимал участие в конгрессе ИИХФ в Риге. После рассказа члена Совета ИИХФ о борьбе сборной Монголии за право играть на чемпионатах мира, Димитриос решил последовать их примеру и начал проводить работу о возвращении национальной команды на мировые первенства. Он добился, что летом 2007 года два делегата ИИХФ посетили Грецию. В сентябре того же года на конгрессе в Ванкувере было объявлено, что сборная Греции допущена к квалификационному турниру третьего дивизиона чемпионата мира 2008 в Боснии.
На первом турнире после возвращения сборная Греция вместе с Каливасом добилась успеха и квалифицировалась в третий дивизион. На турнире 3-го дивизиона в Люксембурге Димитриос набрал 12 (10+2) результативных баллов в пяти играх, став лучшим снайпером и бомбардиром соревнования. На следующих турнирах Каливас продолжил оставаться лидером сборной Греции. На чемпионате мира 2010 сборная Греции заняла 2-е место в группе A, проиграв в борьбе за выход во второй дивизион сборной Ирландии. Каливас стал лучшим ассистентом и бомбардиром турнира. На чемпионате мира 2012 Димитриос стал лучшим бомбардиром своей сборной, занявшей 5-е место. В октябре 2012 года на турнире в Абу-Даби он помог греческой сборной квалифицироваться в розыгрыш третьего дивизиона. На мировом первенства 2013 Каливас отдал наибольшее количество результативных передач в отдельном международном турнире — 6. После завершения турнира сборная Греции была отстранена ИИХФ от участия в соревнованиях под своей эгидой. Международная федерация ввела правило, согласно которому к участию на чемпионатах мира допускались только страны, имеющие на своей территории катки олимпийского размера. В Греции было три катка, все из которых не соответствовали стандартам ИИХФ. Каливас прикладывал усилия, чтобы решение о запрете было изменено, но не добился результатов. В 2013 году он прекратил выступать за сборную Греции, в которой является лидером по количеству набранных очков (55), голов (26) и передач (29).

## Статистика
| Легенда | Легенда                    | Легенда | Легенда                   | Легенда | Легенда    |
| ------- | -------------------------- | ------- | ------------------------- | ------- | ---------- |
| И       | Количество проведённых игр | Штр     | Штрафное время            | +/−     | Плюс-минус |
| Г       | Голы                       | П       | Голевые передачи          | О       | Очки       |
| -       | Статистика неизвестна      | —       | Статистика не учитывалась |         |            |

### Международные соревнования
- По данным Eliteprospects.com и Eurohockey.com.

## Достижения
Командные
| Год                    | Команда  | Достижение                                                              | Достижение |
| ---------------------- | -------- | ----------------------------------------------------------------------- | ---------- |
| 2008                   | Греция   | Победитель квалификационного турнира третьего дивизиона чемпионата мира |            |
| 2008, 2009, 2010, 2013 | Иптамени | Чемпион Греции (4)                                                      |            |

Личные
| Год  | Команда  | Достижение                                                     | Достижение |
| ---- | -------- | -------------------------------------------------------------- | ---------- |
| 2008 | Греция   | Лучший снайпер третьего дивизиона чемпионата мира              |            |
| 2008 | Греция   | Лучший бомбардир третьего дивизиона чемпионата мира            |            |
| 2009 | Иптамени | Лучший бомбардир чемпионата Греции                             |            |
| 2010 | Греция   | Лучший ассистент третьего дивизиона чемпионата мира (группа A) |            |
| 2010 | Греция   | Лучший бомбардир третьего дивизиона чемпионата мира (группа A) |            |

- По данным Eliteprospects.com и Eurohockey.com.

## Рекорды
Греция
- Наибольшее количество очков — 55
- Наибольшее количество голов — 26
- Наибольшее количество передач — 29

По данным: 1